# Terza spedizione antartica sovietica
La terza spedizione antartica sovietica fu condotta dal 1957 al 1959. Era comandata da Evgenij Ivanovič Tolstikov e vi partecipò anche l'astronomo ceco Antonín Mrkos. La parte scientifica della spedizione antartica sovietica sulla nave Ob era sotto il comando di I. V. Maksimov.
In totale, facevano parte della spedizione 445 persone, inclusi i membri dell'equipaggio. Per 183 di essi era prevista la permanenza durante il periodo invernale.

## Organizzazione
Per il trasporto dei membri e delle attrezzature della spedizione furono impiegate due navi azionate da motori a trasmissione mista diesel-elettrica.
Le navi erano:
- RV Ob, l'ammiraglia al comando del capitano I. A. Man; si trattava di un rompighiaccio di 130 m di lunghezza e 12.600 tonnellate di stazza.
- la Kooperatsiya, al comando del capitano A. S. Yantselevich, utilizzata per il trasporto delle vettovaglie e dei materiali.

Le navi arrivarono in Antartide nel novembre-dicembre 1957.

## Scopi
Gli scopi principali della spedizione erano:
1. Dare il cambio alle precedenti spedizioni antartiche sovietiche del 1956-57 e continuare a svolgere le attività di pertinenza sovietica relative all'Anno geofisico internazionale, che includevano la mappatura dei ghiacciai antartici, la registrazione delle forme di vita animale presenti in Antartide oltre ad altre analisi di interesse scientifico collegato.
2. Organizzare la base di ricerca scientifica in prossimità del Polo dell'inaccessibilità.
3. Continuare la traversata dell'Altopiano Antartico con slitte e trattori per compiere studi di glaciologia.
4. Condurre studi di oceanografia a bordo della nave Ob durante la rotta navale verso l'Antartide, producendo la cartografia della costa dalla base Mirnyj al mare di Bellingshausen.

Il programma includeva 6 stazioni di ricerca scientifica: Mirnyj, Vostok, Sovetskaya, Dobrowolski, Pionerskaya e Komsomolskaya.
Il primo convoglio di slitte e trattori diretto verso l'interno partì il 26 dicembre 1957 con 32 membri. Il 2 gennaio 1958 arrivarono alla base Pionerskaya da cui ripartirono l'8 gennaio. Il 17 gennaio raggiunsero Komsomolskaya, in condizioni di viaggio molto difficili. Una parte del convoglio, costituita da 7 trattori e slitte, ripartì il 20 gennaio per arrivare il 27 gennaio alla Vostok dopo lasciarono 100 tonnellate di carico. Il 28 gennaio il gruppo ripartì per Komsomolskaya dove arrivò il 31 dello stesso mese. Il 3 febbraio il convoglio con 27 uomini partì alla ricerca del posto dove posizionare la stazione Sovetskaya, raggiungendo il 10 febbraio le coordinate 78° 24′ S, 87° 35′ E a un'altitudine di 3570 m. La stazione fu rapidamente costruita e il convoglio ripartì 18 febbraio rientrando alla base Mirnyj il 4 marzo dopo aver compiuto un percorso complessivo di circa 4.000 km.
Dopo aver trascorso l'inverno alla base Mirnyj, la spedizione intraprese una seconda traversata con le slitte nel settembre 1958. Un gruppo raggiunse il polo dell'inaccessibilità sud e vi costruì la relativa base di ricerca il 14 dicembre dello stesso anno.

## Elementi geografici scoperti
Nel corso della terza spedizione antartica furono scoperti alcuni elementi geografici non precedentemente descritti:
- I monti Gamburtsev[1]
- I monti Golitsyn[1]
- La Schmidt plain[1]